# Santa Maria Coghinas
Santa Maria Coghinas é uma comuna italiana da região da Sardenha, província de Sassari, com cerca de 1.438 habitantes. Estende-se por uma área de 21 km², tendo uma densidade populacional de 68 hab/km². Faz fronteira com Bortigiadas, Bulzi, Perfugas, Sedini, Valledoria, Viddalba.

## Demografia
| Variação demográfica do município entre 1861 e 2011                               |
|                                                                                   |
| Fonte: Istituto Nazionale di Statistica (ISTAT) - Elaboração gráfica da Wikipedia |